# Verbascum calycinum
Verbascum calycinum är en flenörtsväxtart som beskrevs av John Ball. Verbascum calycinum ingår i släktet kungsljus, och familjen flenörtsväxter. Inga underarter finns listade i Catalogue of Life.